# WFLV-Futsal-Liga 2008/09
Die WFLV-Futsal-Liga 2008/09 war die vierte Saison der WFLV-Futsal-Liga, der höchsten Futsalspielklasse der Männer in Nordrhein-Westfalen. Meister wurde der UFC Münster, der sich ebenso wie der Vizemeister Futsal Panthers Köln für den DFB-Futsal-Cup 2009 qualifizierte. Es gab keinen Auf- und Abstieg.

## Tabelle
| Pl.               | Verein                   | Sp. | S | U | N | Tore    | Diff. | Punkte |
| ----------------- | ------------------------ | --- | - | - | - | ------- | ----- | ------ |
| 1.                | UFC Münster (M)          | 9   | 9 | 0 | 0 | 066:170 | +49   | 27     |
| 2.                | Futsal Panthers Köln     | 9   | 8 | 0 | 1 | 074:230 | +51   | 24     |
| 3.                | MSC Strandkaiser Krefeld | 9   | 7 | 0 | 2 | 061:230 | +38   | 21     |
| 4.                | Germania Mauritz         | 9   | 5 | 0 | 4 | 047:590 | −12   | 15     |
| 5.                | FC Montenegro Wuppertal  | 9   | 4 | 0 | 5 | 038:410 | −3    | 12     |
| 6.                | 1. FC Moers              | 9   | 3 | 1 | 5 | 044:480 | −4    | 10     |
| 7.                | Türkiyemspor Lintfort    | 9   | 3 | 1 | 5 | 045:530 | −8    | 10     |
| 8.                | Cologne Futsal Team      | 9   | 2 | 0 | 7 | 038:790 | −41   | 06     |
| 9.                | UFC Münster II           | 9   | 1 | 1 | 7 | 027:490 | −22   | 04     |
| 10.               | TuS Hiltrup              | 9   | 1 | 1 | 7 | 019:670 | −48   | 04     |
| Stand: Saisonende |                          |     |   |   |   |         |       |        |

| Zum Saisonende 2008/09: |                                                           |
|                         |                                                           |
|                         | Meister und Teilnahme am DFB-Futsal-Cup 2009: UFC Münster |
|                         | Teilnahme am DFB-Futsal-Cup: Futsal Panthers Köln         |
|                         |                                                           |
| Zum Saisonende 2007/08: |                                                           |
| (M)                     | Titelverteidiger: UFC Münster                             |